# 信徒
信徒或教徒，是对一种事物的崇拜和遵从的行为。信徒有宗教上的，有政治理论上的，有对某种理念、傳說或神跡的。但是信徒的普遍的意思是信仰某一宗教的人的称呼。

## 另見
- 使徒
- 門徒
- 平信徒
- 基督徒
- 信徒 (電影)